# 太平洋帆魷
太平洋帆魷（学名：Histioteuthis pacifica），又名太平洋帆烏賊，为帆魷科帆魷屬下的一个种。